# Municipio de Sims (Míchigan)
El municipio de Sims (en inglés: Sims Township) es un municipio ubicado en el condado de Arenac en el estado estadounidense de Míchigan. En el año 2010 tenía una población de 1.095 habitantes y una densidad poblacional de 9,67 personas por km².

## Geografía
El municipio de Sims se encuentra ubicado en las coordenadas 44°3′3.06″N 83°34′58.92″O / 44.0508500, -83.5830333. Según la Oficina del Censo de los Estados Unidos, el municipio tiene una superficie total de 113,2 km² (43,7 mi²), de la cual 29,9 km² (11,5 mi²) corresponden a tierra firme y 83,3 km² (32,2 mi²) (73.61%) es agua.

## Demografía
En el 2000 la renta per cápita promedia del hogar era de $35.703, y el ingreso promedio para una familia era de $41.932. El ingreso per cápita para la localidad era de $25.135. En 2000 los hombres tenían un ingreso per cápita de $43.750 contra $24.545  para las mujeres. Alrededor del 9.60% de la población estaba bajo el umbral de pobreza nacional.